# Everything Is Awesome
Everything Is Awesome ist ein Song aus dem Film The LEGO Movie. Das Lied erschien am 27. Januar 2014 als Single und erreichte in der Version Tegan and Sara mit The Lonely Island Chartplatzierungen in den Vereinigten Staaten und Großbritannien.

## Entstehungsgeschichte
Das Lied wurde von Shawn Patterson, Joshua Bartholomew, Lisa Harriton und The Lonely Island für den Soundtrack des Films The LEGO Movie geschrieben. Es gibt zwei Versionen des Liedes. Die Popversion wurde von Tegan and Sara zusammen mit dem Trio The Lonely Island aufgenommen. Sie wurde am 27. Januar 2014 als Download-Single von WaterTower Music veröffentlicht. Diese Version wurde von Mark Mothersbaugh produziert und im Abspann des Films verwendet. Zu dieser Version wurde auch ein Musikvideo produziert, bei dem Tegan and Sara sowie Lonely Island als Legofiguren dargestellt werden. Dazu kommen Stop-Motion-Animationen, wie sie in vielen Lego-Amateur-Produktionen zu sehen sind, sowie Bilder aus dem Film. Das Storyboard zum Musikvideo stammt angeblich von einem sechs Jahre alten Jungen namens Markus Jolly.
Eine weitere Version wurde von den beiden Songwritern Joshua Bartholomew und Lisa Harriton unter dem Namen Jo Li eingespielt. Sie fand Verwendung in einer Szene des Films sowie im offiziellen Trailer, den Fernsehspots, im Videospiel und im Making-of.
Beide Versionen finden sich auf The Lego Movie Original Motion Picture Soundtrack, dem offiziellen Soundtrack-Album des Films. Greenpeace verwendete Jo Lis Version für den Spot LEGO: Everything is NOT awesome. Der Spot war Teil einer Greenpeace-Kampagne, die den Spielwarenhersteller Lego dazu bringen sollte, nicht mehr mit dem Ölkonzern Shell zu kooperieren. Die Londoner Agentur Don't Panic drehte dazu ein Video mit Legosteinen, das eine ölverseuchte Arktis zeigt.
Das Lied wurde bei der Oscarverleihung 2015 als Bester Song nominiert.

## Musikstil
Everything Is Awesome ist ein schneller Popsong. Musikalisch handelt es sich um Synthie-Pop, stark beeinflusst von Mark Mothersbaugh, Produzent des Lieds und vorher bei der Experimental-Pop-Band Devo aktiv. Das Lied ist bewusst einfach und kindisch gehalten. Es soll optimistisch stimmen. Während des Films ändert sich die Grundstimmung, so dass das Lied am Ende, während des Abspanns, einen eher ironischen Touch erhält.

## Chartplatzierungen
Die Single erreichte Platzierungen in den UK Top 40 und den Billboard Hot 100. In den Vereinigten Staaten wurde die Single von der Recording Industry Association of America (RIAA) für 500.000 verkaufte Einheiten mit einer Goldenen Schallplatte ausgezeichnet.
| Jahr | Titel Album                                                             | Höchstplatzierung, Gesamtwochen, AuszeichnungChartplatzierungen (Jahr, Titel, Album, Platzierungen, Wochen, Auszeichnungen, Anmerkungen) | Höchstplatzierung, Gesamtwochen, AuszeichnungChartplatzierungen (Jahr, Titel, Album, Platzierungen, Wochen, Auszeichnungen, Anmerkungen) | Anmerkungen                           |
| Jahr | Titel Album                                                             | UK | US | Anmerkungen                           |
| ---- | ----------------------------------------------------------------------- | --- | --- | ------------------------------------- |
| 2014 | Everything Is Awesome The Lego Movie Original Motion Picture Soundtrack | UK17 (9 Wo.)UK | US35 Gold · (3 Wo.)US | Erstveröffentlichung: 27. Januar 2014 |